# Tempestade subtropical Raoni (Invest N1)
A tempestade subtropical Raoni (ou Invest N1) foi um ciclone subtropical que atingiu a costa da América do Sul, entre os dias 28 de junho e 2 de julho de 2021. Foi a décima-quarta tormenta a se formar desde o furacão Catarina de 2004.

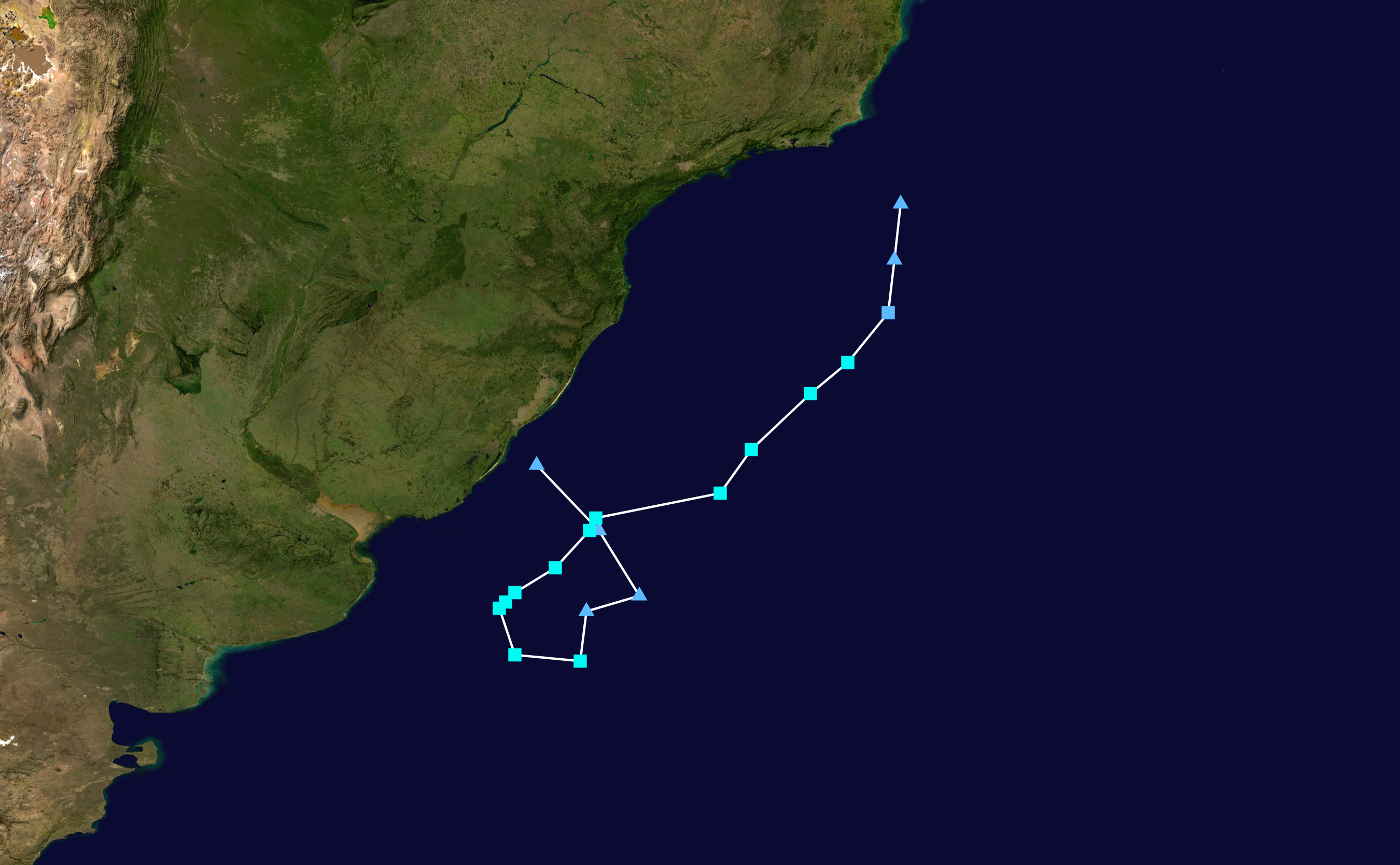
A trajetória do Raoni

A tempestade não chegou a tocar terra, mas seus ventos chegaram a cerca de 100 km/h em Porto Alegre entre os dias 28 e 29 de junho, sendo que no dia 1º de julho seus efeitos eram sentidos na costa Sudeste do Brasil e na da Bahia.

## Controvérsias

### NOAA informara que a tormenta era tropical
Inicialmente classificado como um ciclone extratropical, no dia 28 de junho os especialistas da Administração Oceânica e Atmosférica Nacional NOAA afirmaram que ele é um ciclone tropical, enquanto a Marinha do Brasil e posteriormente o Met Office do Reino Unido o classificaram como subtropical, o que causou polêmica entre os meteorologistas.

### Decisão do CHM
No dia 30 de junho, o Centro de Hidrografia da Marinha do Brasil, que é o órgão responsável por nomear tormentas (subtropicais ou tropicais) que se formam ou entram em águas brasileiras, manteve a classificação do Raoni como "tempestade subtropical".
Com algumas características de ciclone tropical, como a formação de um olho, o que deixou os meteorologista espantados foi:
- a formação de um ciclone tropical em pleno mês de junho, em latitudes tão ao Sul, em meio a uma poderosa onda de frio, não era comum;
- o ciclone se separou da frente fria, com a qual vinha conectado, e passou a se deslocar independente da trajetória do sistema frontal;
- o Raoni ganhou organização e passou a apresentar convecção ao redor do seu centro de circulação;
- o sistema formou um olho.

## Estragos no Uruguai
O antecessor de Raoni causou estragos em Punta del Este e em Montevidéo. As rajadas de vento de 104 km/h destruíram árvores e prédios, deixaram o mar revolto e diminuíram muito as temperaturas.

## Onda de frio no Brasil em 2021
A tormenta, junto com um outro ciclone extratropical e um vórtice polar derrubaram as temperaturas em quase todos os estados do Brasil. Trouxe neve que caiu nas serras gaúchas, catarinenses e no sul do Paraná